# Adèle Milloz
Adèle Milloz (Saboia, 5 de maio de 1996 - montanha de Monte Branco, declarada morta em 12 de agosto de 2022) foi uma esquiadora, corredora de montanha e alpinista francesa, campeã mundial de montanhismo.
Competindo no montanhismo em esqui, em 2017 foi medalha de ouro nos "Jogos Mundiais Militares de Inverno", em Sochi, na Rússia. Em 2018, foi medalha de ouro no Campeonato Europeu, em Nicolosi, na modalidade corrida de montanha sprint.
Em 2019, aposentou-se das competições para especializar-se como guia de montanha.

## Morte
Escalando o Mont Blanc, sofreu um acidente juntamente com sua guia, na mesma encosta onde morreu o físico Steven Gubser em 2019. Seus corpos só foram encontrados no dia 12 de agosto de 2022.